# Антитоксическая сыворотка
Антитоксическая сыворотка — препарат, который нейтрализует бактериальные токсины, применяется для профилактики и лечения бактериальных инфекций, продукты жизнедеятельности которых могут отравлять организм.

## Получение
Сыворотки получают, иммунизируя животных возрастающими дозами убитых микроорганизмов и анатоксинов. А после того, как базовый иммунитет будет создан — уже живыми микроорганизмами и токсинами. Чаще всего используют лошадей, так как их белок менее анафилактогенный, и они дают больший выход препарата антител.

## Ботулизм
Сыворотку-антитоксин получают от взрослых, переболевших ботулизмом, организмов которые сталкивались с токсинами бактерий и выработали антитела. Её применение является наиболее действенным способом лечения. Таким образом, в случае детского ботулизма помогают антитела, выработанные взрослыми людьми. При этом при каждом типе токсина (А, В и Е — наиболее распространенные из семи известных типов) используют определённую сыворотку. Для лечения заболеваний, вызванных неизвестным типом токсина (возбудителя) ботулизма, используют смесь моновалентных сывороток (типа А, В и Е). При известном типе токсина (возбудителя) используют моновалентную сыворотку соответствующего типа.
Сыворотка вводится однократно.